# Championnat des Bahamas de football 2018-2019
Navigation
Édition précédente Édition suivante
La saison 2018-2019 du Championnat des Bahamas de football est la vingt-huitième édition de la BFA Senior League, le championnat de première division aux Bahamas. Les onze meilleures équipes des îles se divisent en deux poules, une de cinq et une de six. La saison régulière est suivie d'une phase finale pour déterminer le champion.
La University of the Bahamas est le tenant du titre. À l'issue de la saison régulière, c'est le Dynamos FC qui remporte son premier trophée de champion national.

## Les équipes participantes
| \| Nassau : Baha Juniors Bears FC Cavalier FC Dynamos FC Future Stars University of the Bahamas United FC Western Warriors Nassau Renegades FC \| Localisation des équipes engagées. |
| Nassau : Baha Juniors Bears FC Cavalier FC Dynamos FC Future Stars University of the Bahamas United FC Western Warriors Nassau Renegades FC                                          |

Pour cette édition 2018-2019, certains clubs disposent de deux équipes dans la compétition. En effet, les Western Warriors alignent les Titans, leur équipe première, mais aussi les Gladiators, leur équipe réserve. Il en est de même pour les Baha Juniors, Blue étant l'équipe-fanion tandis que Yellow est la seconde équipe.
Le club des Breezes Eagles ne participe pas à la compétition pour cette édition.
| Club                        | Classement 2017-2018 | Ville      | Stade                            |
| --------------------------- | -------------------- | ---------- | -------------------------------- |
| University of the Bahamas   | Champion             | Nassau     | Stade Thomas-Robinson            |
| Western Warriors Titans     | 2e                   | Nassau     | Roscow A. L. Davies Soccer Field |
| Western Warriors Gladiators |                      | Nassau     | Roscow A. L. Davies Soccer Field |
| Bears FC                    | 3e                   | Nassau     | Stade Thomas-Robinson            |
| Dynamos FC                  | 4e                   | Nassau     | Roscow A. L. Davies Soccer Field |
| Renegades FC                | 5e                   | Lyford Cay | Roscow A. L. Davies Soccer Field |
| United FC                   | 7e                   | Nassau     | Roscow A. L. Davies Soccer Field |
| Baha Juniors Blue           | 8e                   | Nassau     | Roscow A. L. Davies Soccer Field |
| Baha Juniors Yellow         |                      | Nassau     | Roscow A. L. Davies Soccer Field |
| Future Stars                | 9e                   | Nassau     | Roscow A. L. Davies Soccer Field |
| Cavalier FC                 | 10e                  | Nassau     | Stade Thomas-Robinson            |

Légende des couleurs
- Tenant du titre
- Nouvelle équipe

## Compétition
Le barème utilisé pour établir le classement est le suivant :
- Victoire : 3 points
- Match nul : 1 point
- Défaite : 0 point

### Format
Les équipes sont réparties en deux groupes, l'un de six clubs et l'autre de cinq. Chaque équipe affronte ses opposants de son groupe à deux reprises et fait face aux clubs de l'autre groupe seulement une fois. Ainsi, les équipes de la division océanique joue quinze rencontres, contre quatorze pour celles de la division Atlantique.

### Saison régulière

#### Classements
Comme le rapporte RSSSF, la raison de la qualification du Bears FC en phase finale, au détriment du Renegades FC, n'est pas claire et est peut-être due à un résultat erroné entre les deux équipes.
| Rang | Équipe                      | Pts | J  | G  | N | P  | Bp | Bc | Diff |
| ---- | --------------------------- | --- | -- | -- | - | -- | -- | -- | ---- |
| 1    | Western Warriors Titans     | 42  | 15 | 14 | 0 | 1  | 58 | 10 | +48  |
| 2    | Renegades FC                | 27  | 15 | 8  | 3 | 4  | 42 | 29 | +13  |
| 3    | Bears FC                    | 25  | 15 | 7  | 4 | 4  | 44 | 25 | +19  |
| 4    | University of the Bahamas T | 23  | 15 | 7  | 2 | 6  | 24 | 23 | +1   |
| 5    | Baha Juniors Yellow rés.    | 4   | 15 | 1  | 1 | 13 | 16 | 56 | -40  |
| 6    | United FC                   | 4   | 15 | 1  | 1 | 13 | 12 | 78 | -66  |

| Rang | Équipe                           | Pts | J  | G  | N | P | Bp | Bc | Diff |
| ---- | -------------------------------- | --- | -- | -- | - | - | -- | -- | ---- |
| 1    | Dynamos FC                       | 36  | 14 | 12 | 0 | 2 | 61 | 11 | +50  |
| 2    | Cavalier FC                      | 23  | 14 | 7  | 2 | 5 | 24 | 27 | -3   |
| 3    | Future Stars                     | 23  | 14 | 7  | 2 | 5 | 31 | 27 | +4   |
| 4    | Baha Juniors Blue                | 14  | 14 | 4  | 2 | 8 | 26 | 31 | -5   |
| 5    | Western Warriors Gladiators rés. | 9   | 14 | 2  | 3 | 9 | 17 | 38 | -21  |

### Phase finale
|  | Demi-finales            | Demi-finales |                 |   | Finale   | Finale   |
|  | Demi-finales            | Demi-finales |                 |   | Finale   | Finale   |
|  |                         |              |                 |   |          |          |
|  | 14 avril                | 14 avril     |                 |   | 28 avril | 28 avril |
|  | 14 avril                | 14 avril     |                 |   | 28 avril | 28 avril |
|  | Dynamos FC              | 1            |                 |   | 28 avril | 28 avril |
|  | Dynamos FC              | 1            |                 |   | 28 avril | 28 avril |
|  | Bears FC                | 0            |                 |   | 28 avril | 28 avril |
|  | Bears FC                | 0            | Dynamos FC      | 5 |          |          |
|  | 14 avril                |              | Dynamos FC      | 5 |          |          |
|  |                         | Cavalier FC  | 1               |   |          |          |
|  | Western Warriors Titans | Cavalier FC  | 1               | 2 |          |          |
|  | Western Warriors Titans |              |                 | 2 |          |          |
|  | Cavalier FC             | 3            |                 |   |          |          |
|  | Cavalier FC             | 3            | Troisième place |   |          |          |
|  |                         |              |                 |   |          |          |
|  | 27 avril                |              |                 |   |          |          |
|  |                         |              |                 |   |          |          |
|  | Western Warriors Titans | 0            |                 |   |          |          |
|  | Western Warriors Titans | 0            |                 |   |          |          |
|  | Bears FC                | 2            |                 |   |          |          |
|  | Bears FC                | 2            |                 |   |          |          |

## Bilan de la saison
| Championnat des Bahamas de football 2018-2019 |                        |
| Champion                                      | Dynamos FC (1er titre) |
| Dauphin                                       | Cavalier FC            |
| Qualifications continentales                  |                        |
| Caribbean Club Shield 2020                    | Aucun inscrit          |